# Tankgewehr M1918
Tankgewehr M1918 byla první protitankovou puškou na světě. Zbraň používala německá armáda během první světové války.

## Historie
Nasazení prvních tanků Brity v září 1916, zastihlo německou armádu zcela nepřipravenou na boj s obrněnci. Naštěstí pro německou armádu byl pro tanky zpočátku největším problémem terén a první tanky se dařilo likvidovat pomocí dělostřelectva a ručních granátů. Dělostřelectvo ale nebylo schopné rychle reagovat na pohybující se tanky, a proto bylo nutné dát pěchotě v předních liniích zákopů ruční zbraně schopné zastavit tanky. Prvním, spíše provizorním opatřením, které bylo možné aplikovat v podmínkách fronty, bylo používání improvizovaného protipancéřového střeliva do pěchotních zbraní, které vzniklo otočením projektilu špičkou směrem dovnitř nábojnice a zvýšením prachové navážky. Takto upravené střelivo mohlo předat cíli více energie při dopadu, ale zároveň ničilo zbraně a bylo nebezpečné pro střelce. Prvním opravdovým řešením bylo zavedení průbojného střeliva „Spitzgeschoss mit Kern“. Jednalo se o pěchotní střelivo 7,92 × 57 s ocelovým jádrem. Po nasazení tanků Mark IV v červnu 1917 se zlepšeným pancéřováním se staly protipancéřové náboje neefektivní. V říjnu 1917 vydala německá Gewehr-Prüfungskommission direktivu pro zhotovení velkorážního kulometu proti tankům a letadlům, zároveň se zbraní měl být vytvořen i nový náboj. Vývoj nového kulometu by byl zdlouhavý, a tak byla zbrojovka Mauser oslovena k vytvoření pušky pro velkorážní náboj, čímž zároveň měla přispět k urychlení vývoje kulometu. Společnost Polte vytvořila náboj 13 × 92 mm SR ve spolupráci s Mauserem. Vývoj protitankové pušky dostal velkou prioritu a za pouhých 7 měsíců došlo ke kompletnímu vytvoření pušky i náboje. V květnu 1918 byla zbraň připravená k výrobě, denní produkce dosahovala až 300 pušek a do konce války se stihlo vyrobit zhruba 16 000 zbraní, na rozdíl od velkorážního kulometu Maxim MG. 18 (Tank und Flieger), jehož výrobu se do konce války nepodařilo rozběhnout.

## Popis
Tankgewehr M1918 konstrukčně vychází z pěchotní opakovací pušky Mauser M 98 a je vlastně její zvětšenou verzí. Válcový odsuvný závěr byl nejenom celkově zvětšen, ale i doplněn o jeden uzamykací ozub v zadní části. Zbraň byla vybavena pistolovou rukojetí, protože krk pažby byl pro úchop příliš silný. Puška nemá zásobník, náboj se vkládá přímo do zbraně. Zbraň nemá úsťovou brzdu ani odpruženou botku, velký zpětný ráz zbraně tak pomáhá střelci zvládnout jen velká hmotnost zbraně a masivní dvojnožka (bylo možné použít i dvojnožku z přenosného kulometu MG 08/15). Při bojovém nasazení byla obsluha zbraně tvořena 2 vojáky, kteří se střídali po vystřelení 2 až 3 nábojů z důvodu silného hluku při výstřelu, který zbraň vydávala. Tento efekt u střelců vyvolával bolesti hlavy a pocit nevolnosti.

## Účinnost zbraně
Průbojnost Tankgewehr M1918 na 100 metrů bývá udávána různými zdroji mezi 20 a 22 milimetry při zásahu pod úhlem 90°. Čelní pancíř britských tanků Mark IV byl silný 12 mm a i když střela neprošla skrz, posádku mohly vážně ohrozit i jen úlomky z vnitřního pancíře, které se odtrhly při dopadu střely.